# Objaw Chaddocka
Objaw Chaddocka (ang. Chaddock reflex) – objaw neurologiczny z grupy objawów piramidowych, polegający na zgięciu grzbietowym palca lub palców stopy po podrażnieniu skóry kostki bocznej, np. rękojeścią młoteczka neurologicznego. Sprawdzenie tego objawu nie zastępuje wywołania objawu Babińskiego, ma jednak znaczenie uzupełniające. Opisał go amerykański neurolog Charles Gilbert Chaddock w 1899 roku.